# Pseudostenophylax amphion
Pseudostenophylax amphion är en nattsländeart som beskrevs av Schmid 1991. Pseudostenophylax amphion ingår i släktet Pseudostenophylax och familjen husmasknattsländor. Inga underarter finns listade i Catalogue of Life.